# Дом И. Н. Соболева
Дом И. Н. Соболева — памятник архитектуры в историческом центре Нижнего Новгорода. Построен в 1860—1862 годах по проекту архитектора Н. И. Ужумедского-Грицевича в стиле академической эклектики.

## История
В материалах на постройку современного здания № 40 по улице Рождественской есть проект здания, озаглавленный: «Проект каменного 3-ех этажного (имеется в виду трёхэтажного, но так в тексте - прим. ред.) дома, Рыбинского 1-й гил. купца Ивана Николаевича Соболева». Личность владельца здания долгое время была загадкой для нижегородских краеведов. В ходе последующих изысканий выяснилось, что И. Н. Соболев был советником коммерции, потомственным почётным гражданином Казани, купцом первой гильдии. Из формуляра от 15 ноября 1873 года известно, что на тот момент Соболеву было 60 лет, он являлся владельцем 4 каменных и 2 деревянных домов в Казани, 1 каменного и 1 деревянного дома в Нижнем Новгороде, 1 каменного и 1 деревянного дома в Рыбинске, участка земли в 170 десятин в Рыбинском уезде, а также движимого имущества, состоящего из 3 пароходов и 20 барж. До 1859 года жил в Санкт-Петербурге, где владел Талевскими банями.
В 1860 году И. Н. Соболев представил в Нижегородскую Строительную комиссию созданный архитектором Н. И. Ужумедским-Грицевичем проект трёхэтажного на подвалах огромного дома, который предполагалось выстроить на углу Рождественской улицы и только прокладываемого Сергиевского съезда.
Планы-фасады были утверждены 20 июня 1860 года, но с условием, что здание будет покрыто железной кровлей и одна из лестниц, на случай пожара, будет каменной. Архитектурно-художественное решение фасада отражало функциональное предназначение здания: первый этаж, предполагавшийся под торговые лавки, устраивался с широкой аркадой входов, для ресторана отводился второй этаж с высокими потолками, третий — под гостиничные номера. В боковых корпусах располагались склады, службы, комнаты для прислуги и знаменитые Соболевские бани.
В 1862 году дом был отделан в соответствии с проектом. Центральную ось верхнего этажа отмечали двухсоставные венецианские окна, которые впоследствии распространились в архитектуре Нижнего Новгорода второй половины XIX века.
В 1879 году дом перешёл в собственность жены и дочери И. Н. Соболева, предположительно после его смерти.